# Romániai magyar fizikai szakirodalom
A fizikai szakirodalom a mozgó anyag általános sajátságaival és törvényeivel foglalkozik. Mechanikai és akusztikai, hőtani, elektromosságtani, fénytani és atomisztikai szakirodalomra vagy a tanulmányozott tárgy mérete szerint makrofizikai, molekuláris fizikai, atom- és atommagfizikai szakirodalomra tagolódik.
A fizika fejlődése során szükségszerű munkamegosztás alakult ki a fizikusok közt, egyesek inkább kísérleti, mások elméleti, ismét mások pedig a fizika gyakorlati alkalmazására vonatkozó kutatásokat folytatnak. A fizika szoros kapcsolata a természettudományok többi ágával sok határtudományi szaktanulmányt szült: asztrofizikai, geofizikai, biofizikai, fizikai-kémiai műveket. Az asztrofizikát a matematikai szakirodalom, a fizikai-kémiát a kémiai szakirodalom keretében tárgyaljuk.
A kolozsvári Ferenc József Tudományegyetem természettudományi karának keretében (1940-44); a kolozsvári Bolyai Tudományegyetem természettudományi karán (1945-52), majd a matematika-fizika kar (1952-59) és a marosvásárhelyi Pedagógiai Főiskola keretében (1961-79) folyt magyar nyelvű felsőfokú fizikai oktatás. A kolozsvári Babeș-Bolyai Egyetem fizika karán napjainkig egyes tantárgyakat magyar nyelven is előadnak. Magyar nyelvű fizikai szakközleményeket a Ferenc József Tudományegyetem kiadványai, a Bolyai Tudományegyetem Acta Bolyaiana c. folyóirata, valamint a Matematikai és Fizikai Lapok közöltek.
1959-től a fizikai szakcikkek elsősorban román nyelven vagy más, idegen nyelveken jelentek meg különféle szakkiadványokban, román nyelvű szakfolyóiratokban, többnyelvű konferenciakötetekben (lásd például Szántó Csaba János fizikus munkásságát). A hazai magyar szerzők fizikai szak- és tudománynépszerűsítő könyveikkel jelentkeztek anyanyelvükön.
A kísérleti fizika nagymestere a kolozsvári egyetemen 1940 és 1944 közt a Kis-Küküllő vármegyei születésű Gyulai Zoltán volt, a szilárdtestfizika nemzetközi hírnevű kutatója, aki a kristályhibák kutatásával, a kristálynövekedéssel, a tűkristályok előállításával, az alkálihalogenid kristályok optikai, elektromos és fényelektromos tulajdonságaival kapcsolatos eredményeit közölte. Kiváló oktató volt, a "Gyulai-iskolá"-t a fizikai szakirodalom számon tartja.
Az elkezdett munkát doktoránsa, László Tihamér folytatta a Bolyai Tudományegyetemen, új hírnevet szerezve a kolozsvári kísérleti fizikának. Tanulmányai a következő szakterületekre vonatkoznak: a kristálynövekedés vizsgálata, elektro-, radio- és elektronfizika és méréstechnika, akusztika, elektrogeológia, a fizikai mérések pontossága, az ionoszféra fizikai megvilágításai. A Babeș-Bolyai Egyetemen folytatódó munkássága tanítványainak irányultságát is meghatározta. Közülük Bódi Sándor ugyancsak nemzetközi elismerést váltott ki, Szőcs Huba az elektromos térerősség-változás automatikus-statikus méréstechnikájával kapcsolatos szakmunkákat közölt, Ludmann Tamás a nagyidőállandójú folyamatok korrelációs analízisével, Lapohos János és Jánosi Béla a félvezetők és az ionoszféra tanulmányozásával foglalkozott.
Mellettük Müller Ádám alkalmazott fizikai és Tóth Sándor akusztikai kutatási területen publikált, Kelemen Frigyes a hővezetés elméletéről, diffúzióról, abszorbcióról, Puskás Ferenc pedig a félvezetők fizikája és a spektroszkópia kérdéseiről írt értékes szakdolgozatokat. Néda Árpád termikus diffúzióval, ultrahangkutatással és a hővezetés elméletével, Heinrich László az alkalmazott fizikával, Kovács Zoltán a mechanikával, Kovács Kálmán az optikával, Nagy László a technikai fizikával, fizikai állandók meghatározásával, infravörös sugárzások és ultrahangok gyakorlati alkalmazásával kapcsolatos szaktanulmányok szerzője.
Az elméleti fizika jeles képviselője volt a kolozsvári egyetemen 1940 és 1948 között Gombás Pál, aki fizikai statisztikával és az atommodellek egyes elméleti kérdéseivel foglalkozott. Tanítványa, Fényes Imre a Schrödinger-egyenlet, az atomszerkezet csoportelméleti tanulmányozása során ért el nemzetközileg számon tartott szakirodalmi eredményeket, termodinamikai-statisztikai kutatásait a Bolyai Tudományegyetemen is folytatva. Neveltje és utóda, Gábos Zoltán az 1970-es években a Babeș-Bolyai Egyetem ugyancsak nemzetközileg ismert szakembere, dolgozataiban és könyveiben a mechanika alapjaival, a termodinamikai folyamatokkal, a gravitációs tér relativisztikus modelljeivel, a gravitációs tér metrikájával, a Hamilton-Jakobi-elmélet továbbfejlesztésével, a merev testek elméletével foglalkozott.
A kolozsvári fizikusok munkáiból kiemelkedtek Koch Ferenc atomfizikai közleményei az RMN- és RES-vizsgálatok területén, valamint Farkas Anna dolgozatai a proton mágneses rezonanciájával kapcsolatos témakörből. Temesvárt Toró Tibor a kozmológia és neutrinofizika alkotó művelője volt, szakcikkei és könyvei e téren elismert szaktekintéllyé avatták. Ugyanitt Hegedüs Imre az elméleti fizikában közölt értékes tanulmányokat. Iași-ban Gottlieb János, Craiovában Magyari Jenő professzorok értek el eredményeket az elméleti fizikában. Bukarestben Niederkorn János energetikai kutatásokkal foglalkozott, kiemelkedők Kemény Péter magfizikai közleményei. A Központi Fizikai és Anyagtechnológiai Kutatóintézet tudományos főkutatójának, ifjabb Bányai Lászlónak fő vizsgálódási területe volt a szilárdtestfizika, a szállítási folyamat a kvantumfizikában, a statisztikus mechanika s mindezen tárgykörökben az elméleti modellezés.
A légkör fizikai és meteorológiai jelenségeivel Kolozsvárt Papp Géza és Orbán László mezőgazdasági főiskolai tanárok számos dolgozatban foglalkoztak. Vincze János a biofizika területén közölt számos szaktanulmányt az élő szervezetekben zajló szállítási jelenségek, a sejthártyák modelljei, a vér hidrodinamikus tulajdonságainak tanulmányozása s a komputeres diagnózis alkalmazásának lehetőségei köréből, hozzájárulva a hazai biofizikai kutatások fellendítéséhez. Fontos munkákat közölt Nagy József, a temesvári Orvosi Intézet tanára az ultrahang biológiai alkalmazásáról; Haba Mihály iaşi biológus professzor a spektroszkópiai vizsgálatokról; Filep Győző, a marosvásárhelyi OGYI tudományos főkutatója az elektronmikroszkóp orvosi alkalmazásairól; Vincze Mária kolozsvári egyetemi tanár a transzportfolyamatok modellezéséről és Katona Éva, a bukaresti OGYI kutatója az elméleti biofizika egyes kérdéseiről. Az ultrahang és az alacsony hőmérsékletek biológiai hatásával foglalkozott Veress Éva.
Magyar nyelvű fizikai szak- és tudományterjesztő munkákat Bukarestben a Technikai Könyvkiadó, a Tankönyvkiadó, a Kriterion s a Tudományos Könyvkiadó, Kolozsvárt a Dacia ad ki szórványosan. Kiemelendő Heinrich László-Koch Ferenc Elemi részek (1958) és Hogyan oldjunk meg fizikai feladatokat? (1972), Koch Ferenc Atommagsugárzások (1963), Vincze János A biológia nagy fejezetei (Kolozsvár, 1975) és Az élet fizikája (1977), valamint Niederkorn János A változó energia (1977) c. kötetei. A fizikai szakirodalom hazai magyar művelőinek közös munkájaként jelent meg a Fizikai kislexikon (Kriterion Kézikönyvek, 1976) Heinrich László szerkesztésében, szerzők: Bódi Sándor, Gábos Zoltán, Koch Ferenc, Néda Árpád és Puskás Ferenc.